# Aeropuerto Internacional Aden Adde
El Aeropuerto Internacional Aden-Adde (IATA: MGQ, OACI: HCMM), (anteriormente Aeropuerto Internacional de Mogadiscio), es el aeropuerto internacional de Mogadiscio, capital de Somalia. Su nombre procede de Aden Abdullah Osman Daar, el primer Presidente de Somalia. La guerra civil somalí y la invasión etíope han causado continuas interrupciones de vuelos en el aeropuerto. 
En 2008, debido al elevado riesgo para los aviones civiles, muchas de las aerolíneas decidieron aterrizar y salir del Aeropuerto K50, a 50 km de Mogadiscio.

## Historia
El 6 de mayo de 1970, la aeronave Vickers Viscount 6O-AAJ de Somali Airlines se incendió al aproximarse al aeropuerto. La rueda delantera colapsó debido al fuerte aterrizaje y la nave se prendió fuego. Cinco de las 30 personas a bordo murieron.
El aeropuerto de Mogadiscio fue el lugar donde el Secuestro del avión Landshut se dio por concluido el 18 de octubre de 1977.
Tras la reinauguración, African Express Airways fue la primera aerolínea internacional en aterrizar en el aeropuerto internacional de Mogadiscio el 3 de agosto de 2006. El vuelo tenía como origen Nairobi.
El 8 de junio de 2007, el Gobierno Federal de Transición anunció que el aeropuerto sería rebautizado con el nombre del primer presidente de Somalia, Aden Abdullah Osman Daar, quien murió en Nairobi el 8 de junio de 2007.
El 13 de febrero de 2014 explotó un coche bomba en la entrada al aeropuerto dejando un saldo de seis fallecidos y decenas de heridos.

## Aerolíneas y destinos
| Aerolíneas              | Destinos                   |
| ----------------------- | -------------------------- |
| African Express Airways | Berbera, Hargeisa, Nairobi |
| Ethiopian Airlines      | Addis Abeba                |
| FlexFlight              | Berbera, Yibuti, Hargeisa  |
| Kenya Airways           | Nairobi                    |
| Qatar Airways           | Yibuti, Doha               |
| Turkish Airlines        | Yibuti, Estambul           |

## Antiguas aerolíneas y destinos
- Pakistan International Airlines (Karachi, Dubái, Nairobi, Lagos) [suspendidos en 1996]
- Somali Airlines